# Adam Duce
Adam Duce (n. 14 aprilie 1972, Oakland, SUA) este un muzician american, cunoscut în special ca membru fondator și fost basist al formației thrash/groove metal Machine Head.

## Discografie
Cu Machine Head
- Burn My Eyes (1994)
- The More Things Change... (1997)
- The Burning Red (1999)
- Supercharger (2001)
- Through the Ashes of Empires (2003)

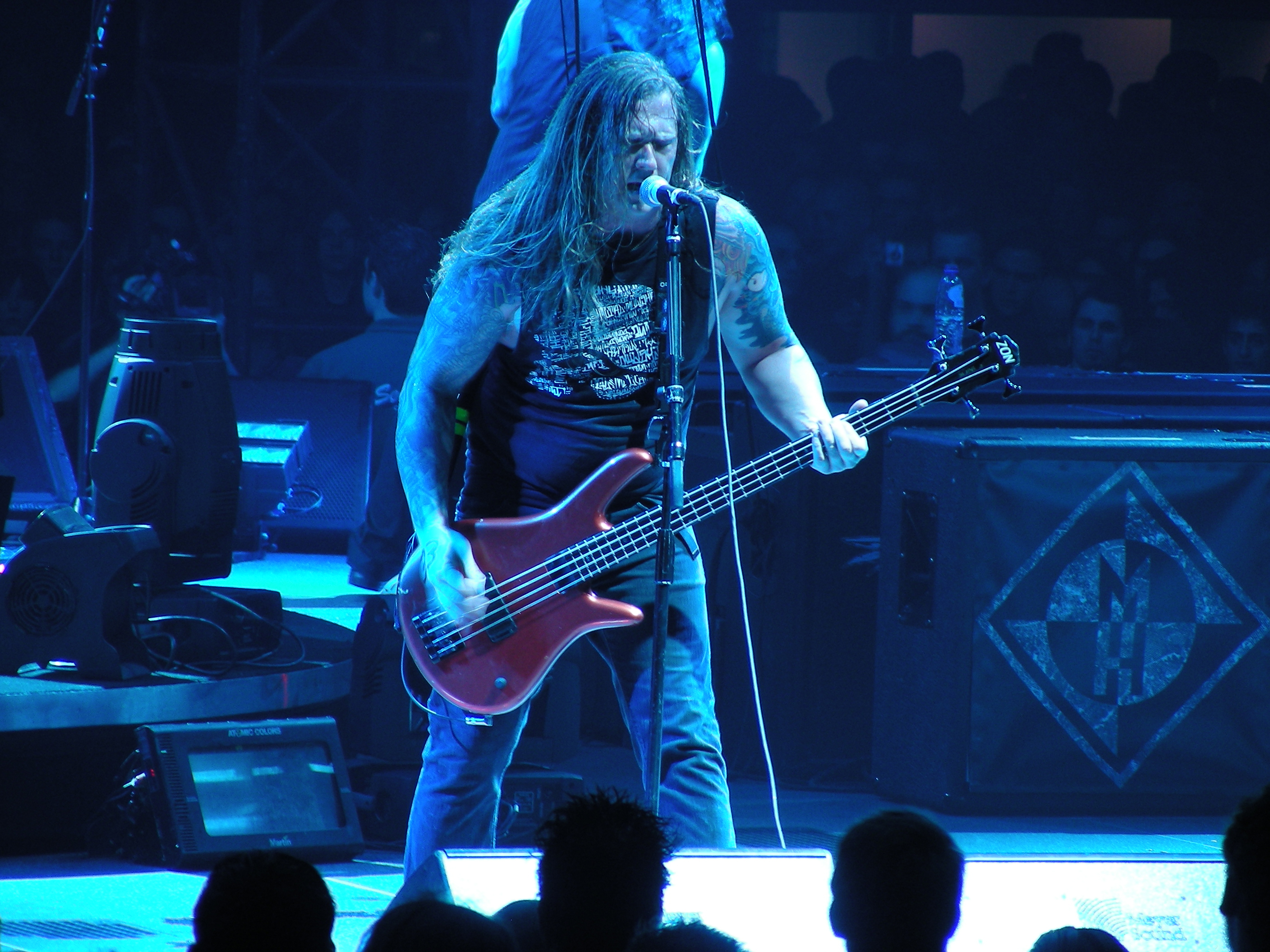
Adam Duce cu Machine Head la Rotterdam, 2009

- The Blackening (2007)
- Unto the Locust (2011)